# Sven Reichmann
Sven Styrbjörn Reichmann, född 7 april 1939 i Bromma församling i Stockholm, död 26 mars 2018 i Mölndal i Västra Götalands län, var en svensk läkare, bibellärare, själavårdare, författare och förkunnare.
Han växte upp i Göteborg och tog studenten 1958. Sedan studerade han medicin, fick sin läkarlegitimation 1968 och blev medicine doktor vid Göteborgs universitet 1971. Han arbetade som röntgenläkare samt som lärare och forskare inom anatomi, och var 1974 medförfattare till ytterligare en avhandling, denna gång om röntgentomografi. Vidare tjänstgjorde han inom geriatrik, vård av alkoholister och psykiatrisk långvård.
1983 lämnade han läkaryrket för att på heltid kunna ägna sig åt själavård, bibelundervisning och sitt författarskap som resulterat i ett tjugotal böcker inom den kristna genren.
Från 1963 och fram till sin död var han gift med Marianne Siverbo (född 1942) och tillsammans fick de två barn.